# Debora Ley
Debora Ley (* 8. November 1978) ist eine mexikanische Umwelt- und Energiewissenschaftlerin.

## Leben
Ley studierte 1996 bis 2001 Elektromechanik am Centro Universitario México, 2001/2 an der University of Colorado Boulder und promovierte 2010 im Bereich Umweltveränderung an der Universität Oxford.

## Wirken
Ley arbeitete bei der Nationalen Energieeinsparkommission Mexikos in den Abteilungen für Kraft-Wärme-Kopplung und erneuerbare Energie, den Sandia National Laboratories, der Wirtschaftskommission für Lateinamerika und die Karibik der Vereinten Nationen sowie der Interamerikanischen Entwicklungsbank mit Schwerpunkt auf regionaler Energieintegration in Mittelamerika. Zu den wichtigsten Ergebnissen ihrer Zeit bei den Vereinten Nationen gehören Strategien für nachhaltige Energie in der Region und die Einbeziehung von Energie in die Millenniums-Entwicklungsziele. Sie war überdies als Beraterin für die Lateinamerikanische Energieorganisation mit dem Fokus auf die ländliche Elektrifizierung in Nicaragua, die Weltbank im Bereich der Bewertung ihrer ländlichen Solarenergieprogramme in Nicaragua und Honduras sowie Chemonics im Bereich der strategischen Planung für eine emissionsarme Entwicklung in Mexiko tätig.
Ley engagiert sich ehrenamtlich für die Johns-Hopkins-Regionalgruppe von Ingenieure ohne Grenzen und hat verschiedene Beiträge zu Themen der ländlichen Elektrifizierung für erneuerbare Energien veröffentlicht, insbesondere technische Regeln und Normen sowie verschiedene Themen, die erneuerbare Energien, Klimawandel und nachhaltige Entwicklung miteinander verbinden.
Ley ist eine der Verfasserinnen des Sonderberichts 1,5 °C globale Erwärmung des IPCC (2018).